# Senna bicapsularis
Senna bicapsularis är en ärtväxtart som först beskrevs av Carl von Linné, och fick sitt nu gällande namn av William Roxburgh. Senna bicapsularis ingår i släktet sennor, och familjen ärtväxter.

## Underarter
Arten delas in i följande underarter:
- S. b. augusti
- S. b. bicapsularis

## Bildgalleri

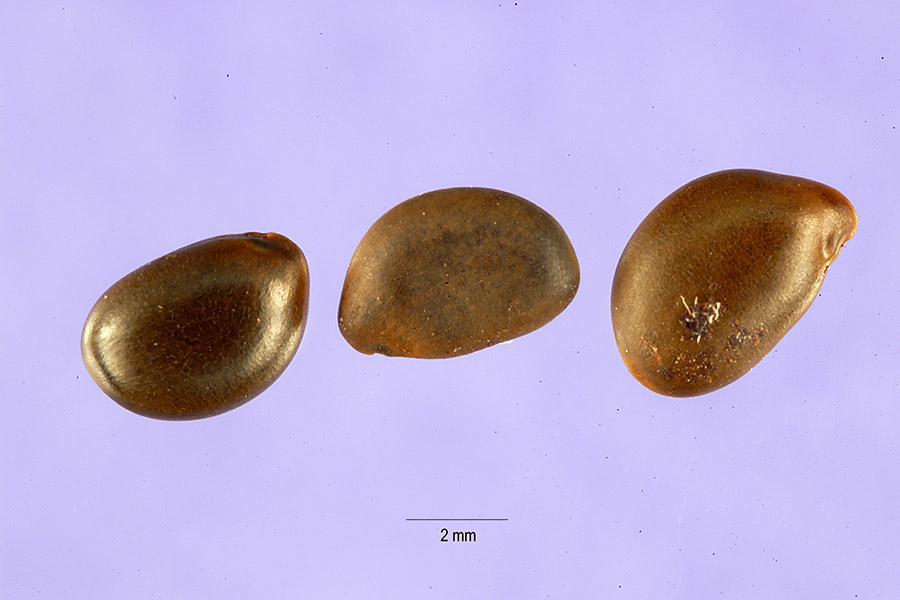
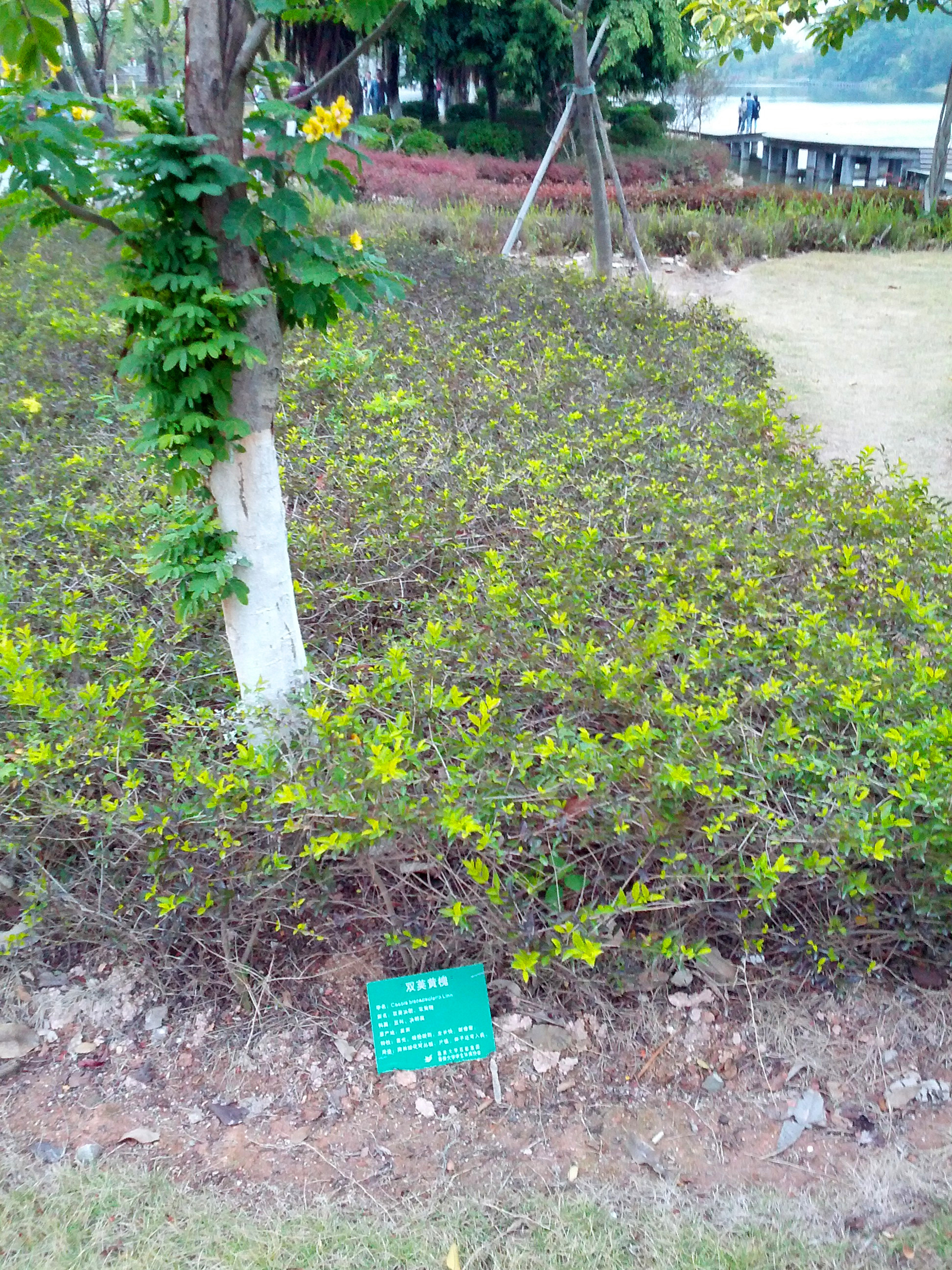